# Zuidelijke kroontapuittiran
De zuidelijke kroontapuittiran (Silvicultrix spodionota; synoniem: Ochthoeca spodionota) is een zangvogel uit de familie Tyrannidae (tirannen).

## Verspreiding en leefgebied
Deze soort komt voor van Peru tot Bolivia en telt twee ondersoorten:
- S. s. spodionota: centraal Peru.
- S. s. boliviana: zuidelijk Peru en westelijk Bolivia.

## Status
De zuidelijke kroontapuittiran en de kroontapuittiran (S. frontalis) worden op de lijst van het IUCN beschouwd als dezelfde soort. De grootte van deze gezamenlijke populatie is niet gekwantificeerd. Op de Rode lijst van de IUCN heeft deze soort de status niet bedreigd.